# Dolenja vas pri Čatežu
Dolenja vas pri Čatežu – wieś w Słowenii, w gminie Trebnje. W 2018 roku liczyła 54 mieszkańców.